# Kvarngölen (Kisa socken, Östergötland, 643409-148373)
Kvarngölen är en sjö i Kinda kommun i Östergötland och ingår i Motala ströms huvudavrinningsområde.